# خراقينية
الفصيلة الخراقينيَّة أو شراكيديا أو كارسيدي، هي فصيلة أسماك تنتمي للرتبة Characiformes ومن ضمن الأنواع التي تنتمي للفصيلة تترا ، بيرانا ،دولار فضي .